# 九芎林 (雲林縣)
九芎林，是台灣雲林縣林內鄉的一個傳統地域名稱，位於該鄉西南部。相較於今日行政區，其範圍大致包括九芎村不含鄉道雲67線及雲67-1線所夾地區、烏麻村的斗六東溪以南地區。

## 歷史
台灣清治末期至日治初期，九芎林地區為一街庄，稱為「九芎林庄」，隸屬於斗六堡。該庄西北與烏塗仔庄為鄰，東北與林內庄為鄰，東南邊為咬狗庄，西南邊為石榴班庄。
1901年（日治明治三十四年）11月，全台廢縣廳改設二十廳，該庄隸屬於斗六廳。1903年（明治三十六年）6月，該庄編入「林內區」，隸屬於斗六廳。1909年（明治四十二年）10月，合併二十廳為十二廳，林內區改隸屬於嘉義廳。1920年（大正九年），全台地方制度大改正，廢十二廳改設五州二廳，該庄改制為「九芎林」大字，隸屬於臺南州斗六郡斗六街。
戰後斗六街改制為斗六鎮，隸屬於臺南縣，大字亦改制為里。1946年8月，劃撥原屬斗六鎮之林內、九芎林、烏塗子三個大字及咬狗大字北半部，合併原屬莿桐鄉之新庄仔大字東半部，獨立組成林內鄉，里亦改制為村。1950年10月，雲、嘉、南分治，林內鄉改隸屬雲林縣。

## 聚落
本地區發展較早的聚落為九芎林，在日治期初期的官方地圖上已有記載。此外，本地區尚有民光（營盤園）、大埔、長興北（頂長流仔）、長興南（下長流仔）等聚落。

## 交通
台鐵縱貫線是台灣西部南北鐵路幹線，大致以東北—西南走向經過九芎林地區中部略偏西北地帶。境內未設站，東北側最近的是林內車站，屬三等站，停靠少部分莒光號、區間快車，及全部區間車；西南側最近的是石榴車站，屬招呼站，僅停靠區間車。由此等可前往台鐵沿線各站。
國道3號又稱「福爾摩沙高速公路」，是貫穿台灣西部的兩條縱向高速公路之一，大致以東北—西南走向繞大彎轉西北微北—東南微南走向經過本地區北部、中部偏西及南部。境內與省道台3線交會處設有斗六交流道。由此可快速前往台灣南北各地。
省道台3線（大同路、石榴路）俗稱「內山公路」，是臺北至屏東的幹道，大致以東北微北—西南微南走向由本地區東北部邊界入境，至九芎林聚落轉西南，經國道3號斗六交流道後出境。由該道路向東北微北以外環道形式繞過林內市區可前往竹山、名間、南投等地；向西南可前往斗六、古坑、梅山、竹崎等地。
鄉道雲67線（長源路、中央路、大同路、民族路）是重興至湖本的道路，大致以西北微北—東南微南走向由本地區北部邊界過斗六東溪九灣橋入境後，經國道3號高架橋下、鄉道雲72-1線終點路口後續行，其後進入九芎林聚落蜿蜒而行，至省道台3線路口轉西南與其共線約100公尺，至民族路路口轉東南微南，經鄉道雲67-1線起點路口後續行以至於本地區東南部邊界出境。由該道路向西北微北可前往烏塗子中西部、新庄子的芎蕉腳（重興）聚落並止於縣道154號路口；向東南微南可前往咬狗中部偏西北的湖本聚落並止於鄉道雲218線路口。
鄉道雲67-1線是九芎林至楓樹湖的道路，其北側端點（起點）位於九芎林聚落南南東側的鄉道雲67線路口（接近省道台3線路口）。由此向西南轉南南西，出境後沿本地區南部凸出部分的東側邊界外緣而行，過大埔溪行章橋後因邊界線東移而再度入境一小段路，出境後可前往石榴班東北端、咬狗西部部並止於鄉道雲218線路口（國道3號高架橋下東側）。
鄉道雲72-1線是烏麻園至長流仔（非實際終點）的道路，其東側端點（終點）位於本地區北部的鄉道雲67線路口。由此向西南西經國道3號高架橋下後轉西南蜿蜒而行，經頂長流仔、下長流仔聚落後轉北北東蜿蜒而行，至本地區北部邊界西側的斗六東溪南岸轉東北東，至叉路口轉北北西過永安橋並出境後，轉西南西再轉北北西可止於烏塗子地區烏麻園聚落的鄉道雲72線路口。

## 學校
- 九芎國小